# Cooperativa de Reciclagem Unidos pelo Meio Ambiente
A Cooperativa de Reciclagem Unidos pelo Meio Ambiente - CRUMA, é uma cooperativa de reciclagem sediada na cidade de Poá, no estado de São Paulo.
Foi fundada em 1997, com objetivo de "gerar empregos, renda e ao mesmo promover a preservação do meio ambiente". Hoje a Cruma é formada por 46 agentes de reciclagem que recolhem material reciclável em indústrias e comércios, e também fazendo coleta seletiva na cidade de Poá. É sediada no bairro de Calmon Viana, onde possui um centro de triagem. Desde a criação, a cooperativa sempre recebeu subvenções da Prefeitura de Poá para atuar na coleta seletiva da cidade. A atual sede foi construída em um terreno de 2185m² doado pela prefeitura em 2006, com verba proveniente do Ministério do Meio Ambiente e coordenação da Secretaria de Estado de Meio Ambiente. Atualmente a Cruma também faz trabalhos com a CPTM. Em 2007 foi firmado com o BNDES, parceria que resultará em investimentos para ampliar o projeto, aumentando a capacidade de material reciclado para 100 toneladas por mês.

## Números
Hoje, a Cruma recolhe, em média, 30 toneladas por mês, em oito bairros, com mais de 2.819 residências cadastradas. A sede antiga, no Vila Varela (bairro industrial de Poá) virou um ecoponto.